# Mostacillastrum dianthoides
Mostacillastrum dianthoides là một loài thực vật có hoa trong họ Cải. Loài này được (Phil.) Al-Shehbaz mô tả khoa học đầu tiên năm 2006.